# Красна Гірка (Берестинський район)
Кра́сна Гірка́ —  село в Україні, у Берестинському районі Харківської області. Населення становить 167 осіб. Орган місцевого самоврядування — Аполлонівська сільська рада.
Після ліквідації Сахновщинського району 19 липня 2020 року село увійшло до Красноградського (Берестинського) району.

## Географія
Село Красна Гірка знаходиться на правому березі Орільського водосховища (річка Орілька), вище за течією на відстані 2,5 км розташоване село Червона Долина, на протилежному березі - село Українське (Лозівський район).

## Історія
- 1870 - дата заснування.
- 22 червня 2023 року рішенням №230 Національної комісії зі стандартів державної мови віднесено до списку населених пунктів, які «можуть не відповідати лексичним нормам української мови», зокрема стосуватися «російської імперської чи колоніальної політики». Громаді рекомендовано обґрунтувати доцільність збереження поточної назви або запропонувати нову назву в установленому законодавством порядку.[2]

## Населення

### Мова
Розподіл населення за рідною мовою за даними перепису 2001 року:
| Мова       | Кількість | Відсоток |
| ---------- | --------- | -------- |
| українська | 153       | 91.62%   |
| російська  | 12        | 7.19%    |
| вірменська | 2         | 1.19%    |
| Усього     | 167       | 100%     |

## Економіка
- Молочно-товарна ферма.